# لقاء مستحيل (برنامج)

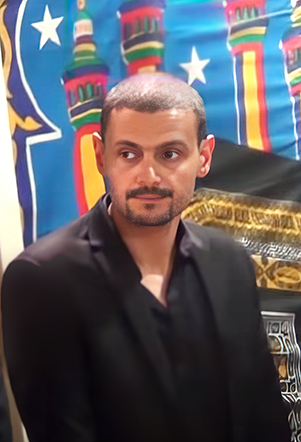
رامز جلال مُعد ومُقدم البرنامج

لقاء مستحيل هو برنامج تليفزيوني عرض في رمضان 2010، وفكرته أن يختار كل ممثل شخصية تاريخية أو شهيرة لكي يحاورها حيث يتم تصوير نصف البرنامج بشخصيته الحقيقية ثم نصف البرنامج بشخصية الأسطورة التي اختارها. تدور فكرة البرنامج حول قيام نجوم الفن بتجسيد شخصيات تاريخية ومعاصرة والحوار مع هذه الشخصيات، الخطوة الجيدة تتمثل في أن جميع القائمين على الديكور والماكياج والملابس وغيرها مصريون دون الاستعانة بأجانب.

## الشخصيات
| رقم الحلقة | الممثل           | الشخصية            | اللقب                         | جنسية الشخصية | مهنة الشخصية       |
| ---------- | ---------------- | ------------------ | ----------------------------- | ------------- | ------------------ |
| 1          | هاني رمزي        | أدولف هتلر         | الفوهرر                       | ألمانيا       | زعيم ورئيس         |
| 2          | أحمد السقا       | صلاح الدين الأيوبي | الناصر                        | عربي          | قائد وحاكم         |
| 3          | رامز جلال        | الحاكم بأمر الله   | المنصور                       | مصر           | حاكم               |
| 4          | جنات             | رابعة العدوية      | رائدة العشق الألهي            | العراق        | منشدة              |
| 5          | نشوي مصطفي       | عبلة بنت مالك      |                               | عربية         | ملهمة وحبيبة       |
| 6          | لوسي             | ماري منيب          |                               | مصر           | ممثلة              |
| 7          | محمد لطفي        | بينيتو موسوليني    | الفاشي                        | أيطاليا       | زعيم               |
| 8          | وفاء عامر        | جميلة بوحيرد       |                               | الجزائر       | مجاهدة             |
| 9          | إيهاب توفيق      | سيد درويش          | الشيخ سيد                     | مصر           | مغني وملحن         |
| 10         | أحمد رزق         | صلاح جاهين         | الضاحك الباكي                 | مصر           | شاعر وكاتب         |
| 11         | إلهام شاهين      | الملكة شجر الدر    | عصمة الدين أم خليل            | مصر           | ملكة               |
| 12         | دينا             | بديعة مصابني       | ملكة المسارح                  | لبنان ومصر    | راقصة              |
| 13         | هالة فاخر        | أسمهان             |                               | سوريا ومصر    | ممثلة ومغنية       |
| 14         | سيرين عبد النور  | الملكة كليوباترا   |                               | مصر           | ملكة               |
| 15         | انتصار           | ميمي شكيب          |                               | مصر           | ممثلة              |
| 16         | حسن الرداد       | فاروق الأول        | الملك فاروق                   | مصر           | ملك                |
| 17         | سمية الخشاب      | تحية كاريوكا       |                               | مصر           | راقصة وممثلة       |
| 18         | نيكول سابا       | داليدا             |                               | أيطاليا ومصر  | مغنية              |
| 19         | ريهام عبد الغفور | ديانا              | أميرة القلوب                  | أنجلترا       | أميرة              |
| 20         | جومانا مراد      | زنوبيا             |                               | سوريا         | ملكة               |
| 21         | درة زروق         | بينظير بوتو        |                               | باكستان       | رئيسة وزراء وقائدة |
| 22         | علا غانم         | هدى شعراوي         | رائدة النهضة النسائية المصرية | مصر           | زعيمة وقائدة       |
| 23         | أحمد فهمي        | إلفيس بريسلي       | ملك الروك أند رول             | أمريكا        | مغني               |
| 24         | مي كساب          | أوبرا وينفري       |                               | أمريكا        | مذيعة              |
| 25         | محمود عبد المغني | أحمد منيب          |                               | مصر           | مطرب وملحن         |
| 26         | ديانا كرزون      | نازلي صبري         | الملكة                        | مصر           | أم الملك           |
| 27         | رولا سعد         | مارلين مونرو       | نجمة الإغراء                  | أمريكا        | ممثلة              |
| 28         | أحمد سعد         | سيد النقشبندي      | الشيخ                         | مصر           | مقرئ قرآن          |
| 29         | أحمد عيد         | مهاتما غاندي       |                               | الهند         | زعيم وقائد         |

## تفاصيل من وراء الكواليس
البرنامج ترأس تحريره الصحفية دعاء سلطان، ويخرجه محمد سعيد.
تكشف لنا هذه التفاصيل الصحفية والإعلامية دعاء سلطان رئيس تحرير البرنامج وصاحبة الفكرة حيث تقول إن البرنامج تطلب منها ومن فريق الإعداد مجهودا كبيرا حتى يخرج بهذه الصورة اللائقة إضافة إلى أن قنوات الحياة قامت بتوفير كل الإمكانات المادية والبشرية لتقديم برنامج متميز.

### حصان السقا
أشارت دعاء إلى أن الشخصيات التي ظهرت في البرنامج كانت من اختيارها هي وباقي فريق العمل حيث كانوا يقومون بعرض الشخصية على الفنان وكان بدوره يوافق عليها فيما عدا الفنان أحمد السقا الذي قام باختيار شخصية صلاح الدين الأيوبي وكشفت دعاء أن أحمد السقا كان يود تجسيد شخصية آل باتشينو أو خالد بن الوليد إلا أنه استقر في النهاية علي شخصية صلاح الدين الأيوبي.
تضيف دعاء: طلب السقا من فريق الإعداد وبعد الانتهاء من تصوير الحلقة أن يحضروا له حصانا ليقوم بتصوير البرومو وهو يمتطيه إلا أن فريق الإعداد وفريق عمل البرنامج لم يتمكنوا من إحضار حصان نظرا لضيق الوقت فقام السقا بإحضار حصان من الإسطبل الخاص به.

### حمار رامز جلال
الطلب الأكثر غرابة كان من الفنان رامز جلال الذي قام هو الآخر باختيار شخصية الحاكم بأمر الله حيث طلب من فريق العمل إحضار حمار لأن الحاكم بأمر الله كان يطوف البلاد وهو يركب حمارا كما طلب اعداد يافطة مكتوب عليها نعم للملوخية ولا للبروكلي وحمل في يده مخرطة ملوخية نظرا لأن الحاكم بأمر الله كان قد أصدر فرمانا بمنع أكل الملوخية في عهده.
والطريف أيضا أن رامز كان يريد تقديم شخصية آل باتشينو أو شارلي شابلن لكنه استقر في النهاية علي الحاكم بامر الله.
ومن الفنانين الذين اختاروا الشخصية التي يؤدونها جنات التي اختارت تجسيد شخصية شهيدة الحب الإلهي رابعة العدوية.
وتؤكد دعاء أنها هي التي قامت بكتابة سكريبت الحلقات بمشاركة الصحفيين نجلاء أبو النجا وايهاب التركي حيث كانوا يقومون بالبحث عن تفاصيل وتاريخ كل شخصية لصياغة السكريبت بهذه الطريقة الشيقة.

### أصعب حلقة
عن أصعب حلقات البرنامج لتقول دعاء حلقة سيرين عبد النور حيث استغرق تصويرها 12 ساعة كاملة، واعتقدت سيرين أن التصوير لن يستغرق أكثر من ثلث ساعة، بينما اقنعها فريق العمل بالتصوير لمدة ساعتين وكما استغرقت سيرين وقتا في التحضير للشخصية من ماكياج وارتداء ملابس كليوباترا.
ومن الحلقات الصعبة أيضا 3 حلقات تم تصويرها في يوم واحد وانحصرت صعوبة الحلقات في أنها لشخصيات صلعاء وكان تجهيزها صعب جدا علي الماكيير وهي حلقات أحمد عيد الذي قدم غاندي وأحمد رزق الذي قدم بهاء جاهين ومحمد لطفي الذي قدم موسوليني حيث بدأ تصوير الحلقات في الثانية ظهرا وانتهي في التاسعة من صباح اليوم التالي.

### أسرع حلقة
في حين كانت أسرع حلقات البرنامج حلقة الفنانة إلهام شاهين فهي فنانة محترفة بكل المقاييس حيث تقمصت الدور وحفظت السكريبت سريعا.

### الشبه مع موسوليني
تضيف دعاء كان محمد لطفي يريد تقديم شخصية محمد على كلاي ولكنا وجدنا أنها تقليدية بالنسبة لمحمد لطفي فأقنعناه بشخصية موسوليني وقمنا بعرض خطب لموسوليني على محمد لطفي كانت موجودة على موقع youtube فاندهش لطفي من مدى التشابه بينه وبين موسوليني إضافة إلي ان صوتيهما متشابهان فوافق لطفي على الفور كما قام بحفظ جمل شهيرة لموسوليني بالإيطالية حيث تم كتابتها له بالعربية من خلال أحد المتحدثين بالإيطالية وظل لطفي يحفظها وردد بعضها في الحلقة.

### غضب رولا سعد
باروكة مارلين مونرو كانت سببا في غضب رولا سعد حيث كانت هناك تسريحتان لمارلين أصرت رولا على إحضار الباروكة الخاصة بالتسريحة الشائعة لمارلين وكانت في غضب شديد استمر لساعة كاملة حتى تم إحضار الباروكة التي أرادتها رولا وتؤكد دعاء أن رولا اندمجت جدا في تجسيد شخصية مارلين مونرو لدرجة أننا طالبناها بتخفيف أدائها حتى يكون ملائما لشهر رمضان.

### خسائر مادية
عن الخسائر المادية تقول دعاء هناك مطربة اتفقنا معها على تجسيد شخصية عزيزة أمير ولأنها رفضت وقالت أنا لا أعرفها ولن أتمكن من تأديتها فقلنا لها إننا سنمدها بكل المعلومات عنها فرفضت وطلبت تجسيد شخصية سامية جمال وبعد تفصيل الملابس وقبل التصوير بيوم رفضت وقالت لن أجسد شخصية راقصة ولو فعلت ذلك ستقاطعني أمي فقلت لها سامية جمال واحدة من أهم فنانات مصر ولا يمكن أن يقال عنها أنها راقصة فعرضت عليها فايزة أحمد فقالت أنها لا تحبها ولم نتوصل لاتفاق وتحملت القناة خسائر الملابس.
كما أن هناك فنانة سمراء طلبت تجسيد شخصية الأميرة ديانا أو مارلين مونرو وهما شخصيتان بعيدتان عنها تماما فعرضنا عليها اختيار أي شخصية أخرى فطلبت أم كلثوم وتجسيدها كان يتطلب نفقات عالية لذا لم نتوصل معها هي الأخرى لاتفاق.

### أجمل حلقة
عن أكثر الحلقات التي تحبها تقول دعاء حلقة النقشبندي حيث أبدع أحمد سعد في تقديمها وكان أكثر من رائع وكذلك حلقة سيد درويش التي قدمها ايهاب توفيق.
وتضيف دعاء أن ما أزعجها هو المونتاج الذي حذف الكثير من الحلقة حتي يتم عرضها لمدة ربع ساعة ولكنها خصتنا بخبر وهو أن قناة الحياة ستقوم بعرض البرنامج مرة أخرى بعد رمضان في حلقات يصل وقتها إلي نصف ساعة.